# FC Enikon Augsburg
Der FC Enikon Augsburg war ein Fußballverein aus Augsburg, der vorwiegend aus kroatischen Mitgliedern bestand. Mit dem Aufstieg in die Bayernliga 1994 war er einer der höchstklassig spielenden Migrantenvereine in Deutschland. Nach dem direkten Wiederabstieg löste sich der Verein 1995 auf.

## Geschichte
Der FC Enikon Augsburg wurde 1978 von kroatischen Migranten in Augsburg gegründet und entwickelte sich schnell zu einem Anziehungspunkt für fußballerisch versierte Kroaten aus der ganzen Region. Innerhalb weniger Jahre gelangen dem Verein mehrere Aufstiege nacheinander, die von diversen Turniererfolgen begleitet wurden. So erreichte der FC Enikon 1994 den Titel des „Schwäbischen Hallenfußballmeisters“ und scheiterte im Endspiel um die bayerische Hallenmeisterschaft erst im Finale nach Siebenmeterschießen am TSV Vestenbergsgreuth.
Diese erfolgreiche sportliche Entwicklung gipfelte schließlich 1993/94 im Aufstieg in die Bayernliga, wo sich der Verein nach anfänglichen Erfolgen allerdings nicht halten konnte und sofort wieder absteigen musste. In der Folge beendete der kroatische Hauptsponsor sein Engagement, woraufhin der Verein im Sommer 1995 aufgelöst wurde.

## Bedeutung
Dank mehrerer Aufstiege in kürzester Zeit galt der FC Enikon nach dem FC Augsburg und dem TSV Schwaben Augsburg als die drittstärkste Mannschaft in der Fuggerstadt und wurde vielerorts als Beispiel für ein gelungenes Projekt der Integration von Migranten auf sportlichem Wege angesehen.
Die Mannschaft genoss den Ruf, technisch unglaublich versiert zu sein, was sich unter anderem auch an vielen Erfolgen im rasanten und technisch anspruchsvollen Hallenfußball ablesen lässt.

## Erfolge
- Aufstieg in die Bayernliga 1993/94
- Schwäbischer Hallenfußballmeister 1994
- Bayerischer Vizehallenfußballmeister 1994

## Trivia
Das letzte Punktspiel der Vereinsgeschichte des FC Enikon fand am 27. Mai 1995 kurioserweise gegen einen zweiten inzwischen aufgelösten Migrantenverein statt, dessen Name heute allerdings noch mehr Bekanntheit genießt: Das Spiel gegen den SV Türk Gücü München endete 1:1 unentschieden. Das letzte Pflichtspiel bestritt Enikon letztlich in der Relegation bei der SpVgg Weiden, die durch einen 3:2-Sieg in die Bayernliga zurückkehrte, während der Abstieg der Schwaben besiegelt war.